# Joen Tyrilsson (Stålhandske)
Joen Tyrilsson (Stålhandske), död 1606 i Kimito socken, var en svensk ämbetsman.

## Biografi
Joen Tyrilsson var son till Tyril Stålhandske och Anna Mattsdotter Ruuth. Han var kammarjunkare hos konung Erik XIV och adlades 8 juli 1574 till Stålhandske. Joen Tyrilsson blev 1575 ryttmästare vid hovfanan i Finland. Han var från 1581 till 1583 befallningsman på Viborgs slott och från 1596 till 1598 ståthållare på Kastelholm. Joen Tyrilsson avled 1606 på Sjölaks i Kimito församling.
Joen Tyrilsson fick i förläning 17 augusti 1576 Raukkala i Lundo socken. Han fick i förläning 29 juni 1582 Pedersö och Torsböle i Kimito socken.

### Familj
Joen Tyrilsson gifte sig första gången med Brita Eriksdotter (Rääf i Finland). Hon var dotter till landsfogden Erik Andersson (Rääf i Finland) och Margareta Fleming. De fick tillsammans barnen ståthållaren Hans Joensson (Stålhandske) på Keksholm och Gustaf Joensson (Stålhandske).
Joen Tyrilsson gifte sig andra gången 1581 med Felissa Nilsdotter (Gyllenhierta). Hon var dotter till fogden Nils Svensson (Gyllenhierta) och Cecilia Christersdotter (Jägerhorn af Spurila). De fick tillsammans dottern Elin Stålhandske som var gift med ryttmästaren Hans Ramsay.

## Se vidare
- Stålhandske